# Karapapaken

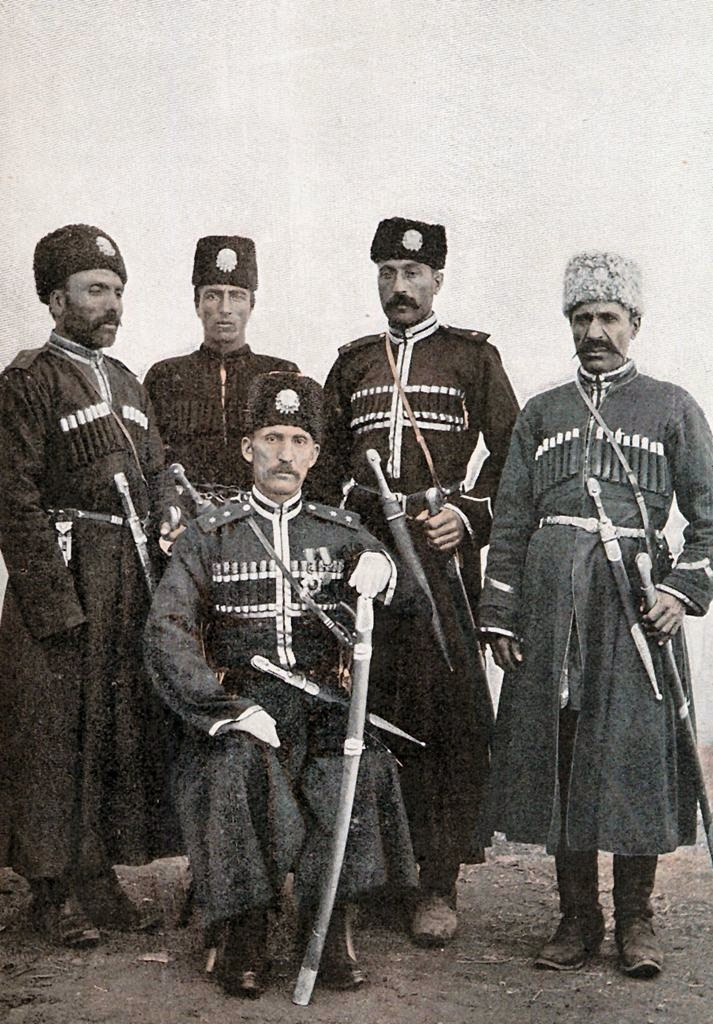
Karapapak-cavalleristen (1901)

Karapapaken of ook wel Terekemen genoemd, is een etnische groep binnen de Turkse volkeren, die cultureel en taalkundig sterk verwant is aan de Azerbeidzjanen. De Karapapaken leven verspreid en deels geconcentreerd in delen van Noordoost-Turkije (Kars, Ardahan), Azerbeidzjan (Qazax), Georgië (Kvemo Kartli), Iran en Dagestan (Derbent).
- Library of Congress Control Number: sh85071605
- Nationale Bibliotheek van Israël: 987007541185405171